# Güllebank
Eine Güllebank, in vielen Gegenden auch als „Güllebörse“ bezeichnet, ist ein Unternehmen, das Landwirten überschüssigen Dünger abnimmt und diesen weiter verarbeitet und vermittelt. Die Güllebank handelt nicht nur mit Gülle, sondern auch mit Mist, Kompost, tierischem Trocken-Kot und Gärresten aus Biogasanlagen.

## Verwertung
Landwirtschaftliche Wirtschaftsdünger und Gärreste aus Biogasanlagen werden durch Güllebanken abgenommen, weiter vermittelt und verwertet.
Insbesondere in Regionen mit intensiver Nutztierhaltung, wie Niedersachsen und Nordrhein-Westfalen, wo 33 Prozent aller Rinder und 58 Prozent aller Schweine Deutschlands gehalten werden, fällt jedoch deutlich mehr Gülle an, als die umliegenden Böden aufnehmen können. Der Gülleüberschuss führt dazu, dass bei Landwirtschaftsbetrieben Kosten für Vermittlung und Transport der überschüssigen Gülle anfallen. Abnehmern wird die Gülle entweder kostenfrei vermittelt, oder sie werden für deren Abnahme bezahlt.

## Vermittlung

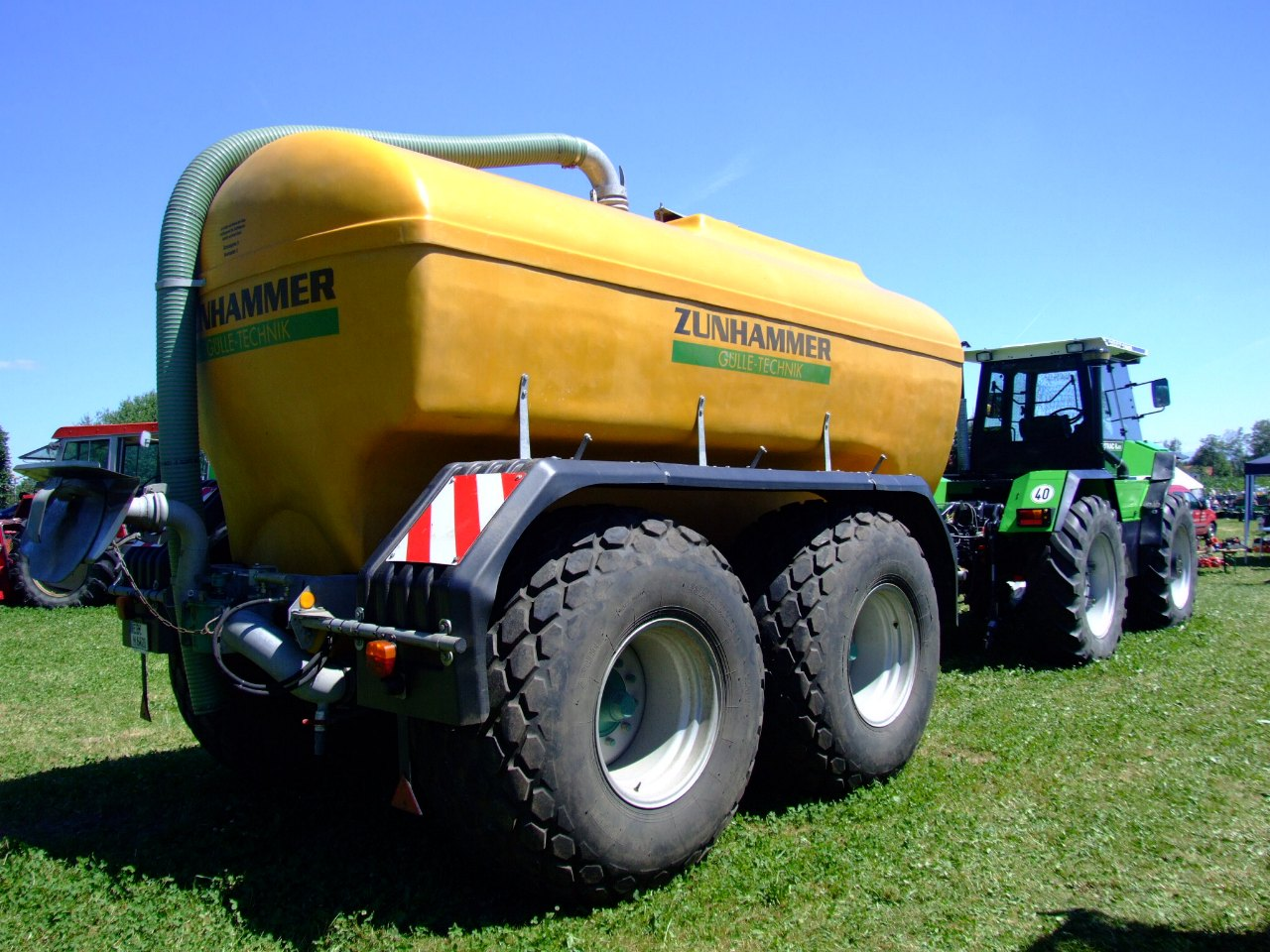
Tankwagen zum Transport von Gülle

Eine Güllebank vermittelt landwirtschaftliche Wirtschaftsdünger und bringt diese Dünger auch im Auftrag aus. Die anfallenden Kosten dafür zahlt dabei in der Regel derjenige Landwirtschaftsbetrieb, der die Gülle loswerden möchte.
Güllehandel erfolgt auch international, wobei in einigen Regionen (wie Nordrhein-Westfalen) ausschließlich mit Gülle gehandelt werden darf, die unter Druck sterilisiert wurde, d. h. es muss eine 20-minütige Hitzebehandlung bei 3 bar und 133 Grad Celsius erfolgen.
Diese Anforderung hat zu einem Rückgang der Gülleimporte aus Ländern wie Belgien und den Niederlanden nach Deutschland geführt.

## Gesetzliche Rahmenbedingungen
Durch die Neuauflage der Düngemittelverordnung, die im Mai 2020 in Deutschland in Kraft trat, intensiviert sich diese Situation. Neben Höchstmengen und Dokumentationsverpflichtungen schreibt die Verordnung Abstandsregelungen zu Gewässern, Sperrfristen sowie bestimmte Techniken bei der Ausbringung und die Rücksichtnahme auf klimatische Bedingungen (z. B. Ausbringverbot auf gefrorenem Boden) vor.

## Besondere Bedeutung bei Rohstoffknappheit
Die aufgrund des Krieges in der Ukraine gestiegenen Preise für Erdgas, das zur Produktion von Mineraldüngern unentbehrlich ist, haben die Düngerpreise zwischenzeitlich um ein Mehrfaches ansteigen lassen. Dies beschert den Güllebörsen enorme Nachfrage- und Preissteigerungen.